# Ле Пеннек, Эмили
Эмили́ Ле Пенне́к (фр. Émilie Le Pennec, род. 31 декабря 1987, Ла Гарен-Коломб) — французская гимнастка (спортивная гимнастика). В 2004 году на Олимпийских играх в Афинах завоевала золотую медаль на брусьях. Это была первая золотая олимпийская медаль в истории французской женской спортивной гимнастики. В следующем, 2005-м, году завоевала две медали на Чемпионате Европы — серебро на брусьях и бронзу на ковре.

## Награды и звания
- 24 сентября 2014 года было присвоено звание кавалера ордена Почётного легиона[2].